# Monda (Spanien)
Monda ist ein südspanischer Ort und eine Gemeinde (municipio) mit 2.981 Einwohnern (Stand: 2024) in der Provinz Málaga in der Autonomen Region Andalusien. Der Ort zählt zu den „Weißen Dörfern“ (Pueblos Blancos) der Provinz Málaga.

## Lage und Klima
Der Ort Monda liegt im Quellgebiet mehrerer Bäche (arroyos), deren Wasser über den Río Grande in den Río Guadalhorce fließen, in den zumeist bewaldeten Bergen der Sierra de las Nieves, einem Teil der Betischen Kordillere, ca. 45 km (Fahrtstrecke) südwestlich der Provinzhauptstadt Málaga in einer Höhe von ca. 375 bis 450 m; die Stadt Marbella befindet sich nur gut 18 km südlich. Das gleichermaßen vom Atlantik wie vom Mittelmeer beeinflusste Klima ist gemäßigt bis warm; der für südspanische Verhältnisse ergiebige Regen (ca. 645 mm/Jahr) fällt – mit Ausnahme der eher trockenen Sommermonate – verteilt übers ganze Jahr.

## Bevölkerungsentwicklung
| Jahr      | 1857  | 1900  | 1950  | 2000  | 2020  |
| Einwohner | 3.557 | 3.927 | 2.882 | 1.772 | 2.801 |

Die Mechanisierung der Landwirtschaft, die Aufgabe bäuerlicher Kleinbetriebe und der daraus resultierende Verlust von Arbeitsplätzen auf dem Lande haben seit den 1950er Jahren zu einem deutlichen Rückgang der Bevölkerungszahl geführt (Landflucht). Der erneute Anstieg seit der Jahrtausendwende ist auf die Nähe zur Großstadt Marbella zurückzuführen.

## Wirtschaft
Die Menschen früherer Jahrhunderte lebten im Wesentlichen als Selbstversorger von der Landwirtschaft, zu der auch der Wein- und Olivenanbau sowie die Zucht von Schafen, Ziegen und Hühnern gehörte. Die Mauren legten Bewässerungskanäle an, von denen lange Zeit auch die Christen profitierten. Später ließen sich im Ort selbst auch Händler, Handwerker und Dienstleister aller Art nieder. Heute spielen der Anbau von Avocados, Mangos, Zitrusfrüchten sowie der Tourismus wichtige Rollen im Wirtschaftsleben der Gemeinde.

## Geschichte
Prähistorische, iberische und römische Funde wurden auf dem Gemeindegebiet bislang nicht entdeckt. Die oftmals hier verortete Schlacht von Munda (45 v. Chr.) zwischen zwei römischen Heeren unter der Führung von Julius Caesar einerseits und den Anhängern von Gnaeus Pompeius Magnus dürfte ca. 50 km weiter nördlich bei Osuna stattgefunden haben. Nach dem Zusammenbruch des römischen Reiches im 4./5. Jahrhundert begann das kurze Interregnum der Westgoten. Mit der Eroberung Andalusiens durch die Mauren im Jahr 711 kamen der Ort Al-Mundat und die gesamte Gegend unter islamische Herrschaft. Von ca. 880 bis 918 gehörte Monda zum Herrschaftsgebiet des Rebellenführers ʿUmar ibn Hafsūn und wurde erst nach dessen Tod durch das Eingreifen des Emirs und späteren Kalifen Abd ar-Rahman III. wieder der Zentralmacht Córdobas unterstellt. Auf ihrem Feldzug nach Granada eroberten die Truppen der Katholischen Könige im Jahr 1485 den Ort und sein Umland (reconquista). Die maurische Bevölkerung war fortan gezwungen, die politische, soziale und kulturelle Oberhoheit der Christen anzuerkennen, weshalb es in der Region im 16. Jahrhundert immer wieder zu Unruhen kam, die schließlich durch das Eingreifen der Herzöge von Arcos und Medina-Sidonia im Jahr 1570 beendet wurden. Danach scheint Monda weitgehend entvölkert gewesen zu sein, sodass Philipp II. die Ansiedlung von Christen aus Galicien, Sevilla und Córdoba befahl. Um das Jahr 1610 wurden die letzten Muslime (moriscos) vertrieben. Im 19. Jahrhundert sorgte zunächst die französische Besetzung für Unruhe, später dann auch das sich entwickelnde Bandenunwesen.

## Sehenswürdigkeiten

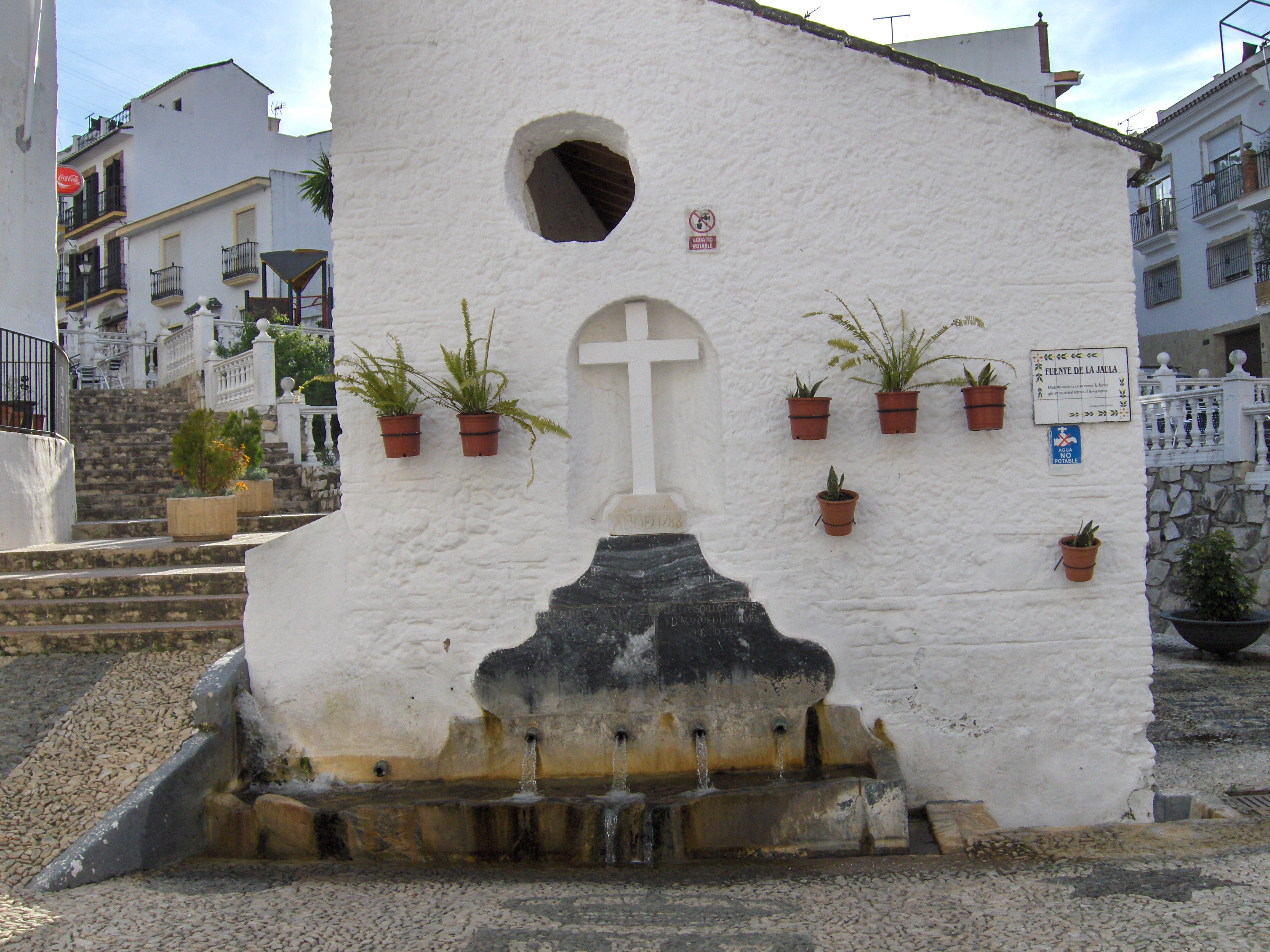
Lavadero de la Jaula

- Nahe beim Ort sind noch Reste der ehemaligen Römerstraße erhalten, die Monda sowohl mit der Küste als auch mit der ca. 25 km weiter nordöstlich im Hinterland gelegenen Stadt Cártama verband.[7]
- Von der wohl im 8. Jahrhundert erbauten Festung (Castillo La Villeta) sind nur noch spärliche Reste erhalten. Im Jahr 2016 wurde in dem Burggeviert ein Hotel eröffnet.[8]
- Die dreischiffige Iglesia de Santiago Apóstol wurde zu Beginn des 16. Jahrhunderts an der Stelle einer ehemaligen Moschee (mezquita) erbaut, später jedoch mehrfach umgestaltet. Während die Apsis von einer Kalotte bedeckt ist und die Seitenschiffe Gratgewölbe zeigen, wird das Mittelschiff von einem offenen Artesonado-Dachstuhl überspannt.
- In einem alten Wohnhaus aus dem 18. Jahrhundert ist ein Regionalmuseum mit zahlreichen Gegenständen aus dem Alltagsleben der Menschen untergebracht (Casa Museo Mari Gloria).[9]
- Das bereits im Jahr 1788 erbaute, aber im ausgehenden 19. oder beginnenden 20. Jahrhundert überdachte Lavadero de la Jaula ist ein Waschhaus mit einem langgestreckten Becken und einem Außenbrunnen.[10]
- Der sehenswerte örtliche Friedhof (cementerio) besteht größtenteils aus mehrgeschossigen Kolumbarien.[11]